# Make Room for Lisa
Make Room for Lisa, llamado Dejad sitio a Lisa en España y Un espacio para Lisa en Hispanoamérica, es un episodio perteneciente a la décima temporada de la serie animada Los Simpson, emitido originalmente el 28 de febrero de 1999. El episodio fue escrito por Brian Scully y dirigido por Matthew Nastuk.

## Sinopsis
Todo comienza cuando Homer participa en un concurso patrocinado por la radio KBBL, en el cual el ganador era quién bebía más. Homer gana, y recibe un trofeo y el título de "Señor que Bebe Mucho". Cuando regresa a su casa, descubre que debe pasar más tiempo con sus hijos, en evidencia a lo que había hecho. Lisa le sugiere a la familia ir a la exposición del Smithsoniano. 
La familia llega a la exposición, la cual es patrocinada por una compañía de teléfonos celulares llamada OmniTouch. En la exposición, se podían apreciar el sombrero de Lincoln, la chaqueta de Fonzie, el sillón de Archie Bunker, y la Carta de Derechos Civiles, la cual queda arruinada cuando Homer la lee con las manos llenas de chocolate. En un intento por remover el chocolate, Homer lame el papel, pero solo logra borrar la sección en donde se prohibía el castigo cruel y violento. Homer es multado con diez mil dólares por haber arruinado el valioso documento, pero, al no poder pagar, una representante de la empresa le ofrece a Homer instalar una antena de telefonía celular en el techo de la casa para saldar la deuda. Lisa queda muy enojada con esto, ya que su cuarto había sido utilizado para manejar la antena, y ya no podría usarlo ella. Luego de esto, es obligada a compartir con Bart su habitación. El niño, enojado ante la novedad, molesta muchísimo a su hermana. 
Lisa continúa siendo molestada, y su irritación deriva en un fuerte dolor de estómago. Cuando va a ver al Dr. Hibbert, éste le sugiere ir a una tienda New Age llamada Karma-Ceuticals para encontrar allí una cura alternativa. Homer se niega a ir, y cree que Lisa opina lo mismo que él, ella, furiosa, lo reprime por ser tan arrogante. Homer se arrepiente de haber hablado de más, y la lleva a la tienda New Age. La dueña del lugar lleva a Homer y a Lisa a unos tanques sensoriales llenos de agua, en los cuales ambos deberían sumergirse para experimentar un viaje espiritual. En el viaje, Lisa tiene alucinaciones en las cuales ve lo mucho que su padre la amaba, pero cuando Homer espera a que suceda algo, su tanque es embargado por dos hombres. A partir de eso, realiza un verdadero viaje, aunque jamás se da cuenta de qué está pasando. Primero, el tanque se cae de la camioneta de los embargadores, rueda por una colina y aterriza en frente del auto de Ned Flanders. La familia cree que el tanque es un ataúd, por lo que lo entierran. Luego, el tanque cae por la tierra hacia unas alcantarillas, las cuales lo derivan hacia la playa. Allí, el jefe Wiggum lo encuentra, y lo devuelve a Karma-Ceuticals, descubriendo que era de allí por la etiqueta. Lisa sale de su tanque y abre el de Homer, solo para encontrarlo cantando. Homer y Lisa, entonces, admiten que se aman muchísimo el uno al otro, y más tarde deciden ir a algo que ambos disfrutaran... una competencia de autos chocadores. 
Mientras todo esto pasaba, la antena para celulares había causado que la señal de los celulares de varios ciudadanos de Springfield puedan ser oídas por el baby call de Maggie. Pese a que este hecho era anormal para Omnitouch, Marge se vuelve obsesionada y escucha todas las charlas privadas de la gente. Bart y Milhouse, al descubrirla, deciden jugarle una broma, haciéndole creer que un convicto había escapado de prisión y estaba intentando de entrar a la casa de los Simpson. Marge, al ver moverse la perilla de su casa, reacciona golpeando la cabeza de quien se disponía a entrar, que no era más que Milhouse. Aunque queda avergonzada ante Bart por ser chismosa, regaña a Bart por jugarle bromas pesadas y le dice que si alguien preguntaba por quién había golpeado a Milhouse, la responsabilidad sería de Bart.